# George Beauchamp Knowles
George Beauchamp Knowles (1790 - 1862) fue un botánico inglés. Trabajo extensamente sobre la familia Orchidaceae. Y desarrolló actividades académicas en la Universidad de Birmingham.
Todas sus identificaciones y clasificaciones de nuevas especies las realizó con Frederic Westcott.

## Algunas publicaciones
- 1838. Knowles, GB; F Westcott. The Floral Cabinet & Magazine of Exotic Botany. 3 vols.

## Honores
- Miembro de la Botanical Society of the British Isles

### Eponimia
- (Commelinaceae) Knowlesia Hassk[1]
- La abreviatura «Knowles» se emplea para indicar a George Beauchamp Knowles como autoridad en la descripción y clasificación científica de los vegetales.[2]